# Diethard Gemsa

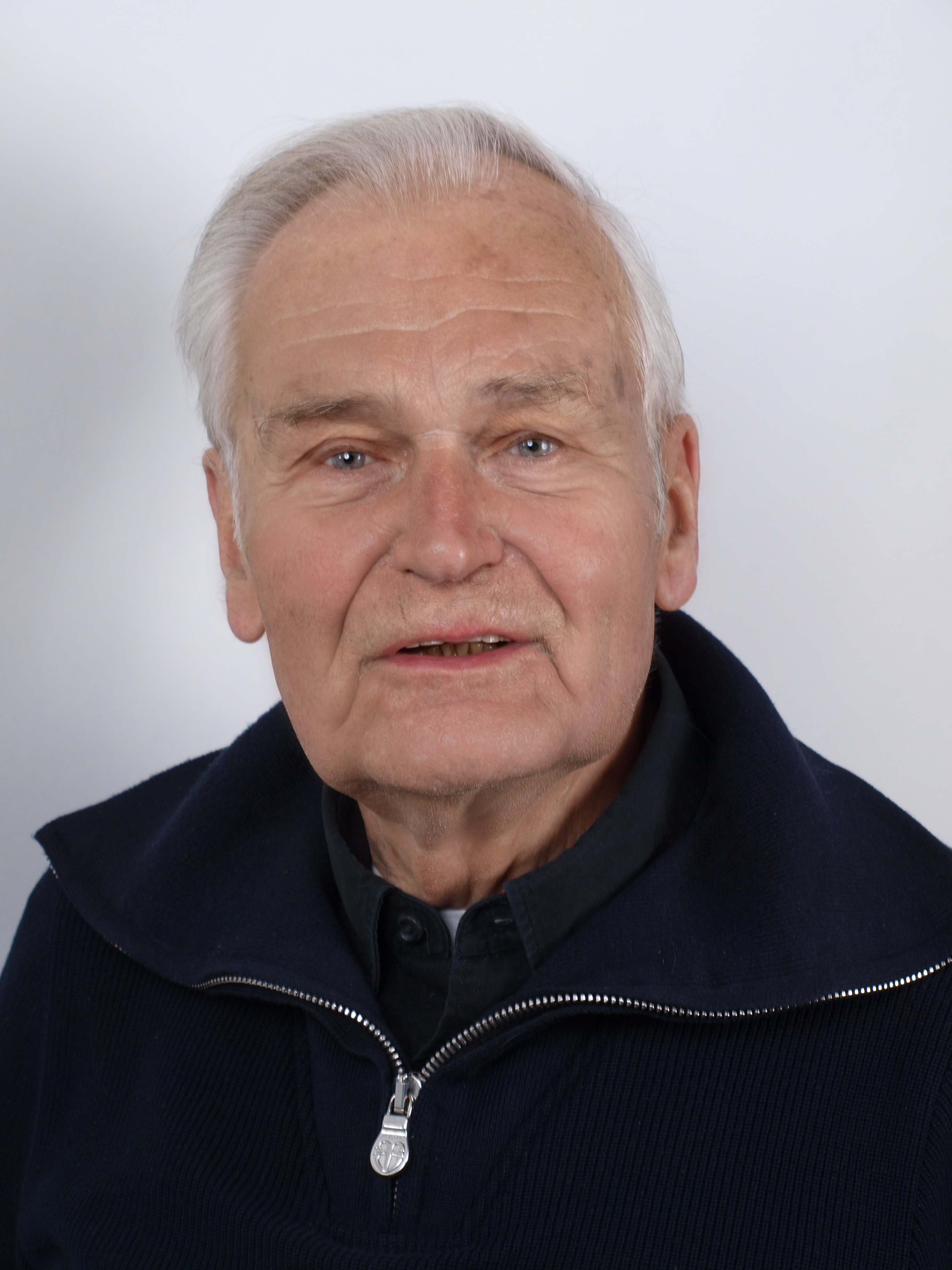
Diethard Gemsa (2021)

Diethard Gemsa (* 9. August 1937 in Berlin) ist ein deutscher Mediziner sowie emeritierter Professor für Immunologie.

## Ausbildung
Gemsa wurde am 9. August 1937 in Berlin als Sohn des Chemikers Johannes Gemsa und seiner Ehefrau, Hedwig Gemsa, geb. Reinhard, geboren. Er absolvierte dort im Jahre 1958 sein Abitur am Neusprachlichen Gymnasium in Berlin-Hermsdorf. Ab 1958 studierte er Medizin bis zum Physikum an der Freien Universität Berlin.
Zusätzlich war er Gasthörer an der Hochschule für Bildende Künste. Sein künstlerisches Interesse war bereits früh ausgeprägt und wurde im Laufe seines Lebens stetig, parallel zu seiner Forschung, ausgebaut.
In den Jahren 1960 bis 1964 absolvierte er das klinische Medizinstudium an der Albert-Ludwigs-Universität Freiburg und schloss dieses dort im November 1964 mit dem Staatsexamen ab. Eine Promotion an der Albert-Ludwigs-Universität Freiburg erfolgte im Dezember 1964, unter dem Titel Immunbaktericidie durch Komplement: Trennung und Beschreibung von Intermediärschritten.
Gemsa und seine Frau Inken wohnen in Marburg und sind Eltern dreier, erwachsener Kinder.
Untenstehend sind die wichtigsten Stufen der beruflichen Laufbahn von Gemsa aufgeführt.

## Berufliche Laufbahn
| - 1965–1967 | Research Fellow und Resident, Department of Pediatrics, University of Washington, Seattle, USA                                                                     |
| - 1968–1969 | Innere Medizin an der 1. Mediz. Klinik, Universität Mainz |
| - 1970–1973 | Senior Fellow, Research Associate and Resident, Department of Medicine, Gastroenterology and Immunology, University of California in San Francisco (UCSF, USA)     |
| - 1974–1982 | Institut für Immunologie, Habilitation für das Fach Immunologie (1974), 1980 Ernennung zum Professor an der Universität Heidelberg                                 |
| - 1983–1984 | Professur für Immunpharmakologie, Institut für Pharmakologie, Medizinische Hochschule Hannover                                                                     |
| - 1985–2006 | Professur für Immunologie und Leitung des Instituts für Immunologie der Philipps-Universität Marburg, seit 1992 zusätzlich Leitung des Instituts für Umwelthygiene |
| - 2007–2012 | Teilzeit-Professur für Biochemie am neugegründeten Batterjee Medical College in Jeddah, Saudi-Arabien                                                              |

## Wissenschaftliche Interessensgebiete
Die bearbeiteten Thematiken werden anhand repräsentativer Publikationen hier chronologisch aufgelistet:
- S. D. Davis, D. Gemsa, R. J. Wedgwood: Kinetics of the Transformation of Gram-negative Rods to Spheroplasts by Serum. In: J.Immunol. Band 96, 1966, S. 570–577. PMID 5327678
- D. Gemsa, S. D. Davis, R. J. Wedgwood: Lysozyme and Serum Bactericidal Action. In: Nature. 1966, S. 950–951. doi:10.1038/210950a0
- D. Gemsa, R. Schmid: Hämoglobinstoffwechsel und Bilirubinbildung. In: Klin.Wschr. Band 52, 1974, S. 609–616. doi:10.1007/BF01468795
- D. Gemsa, C. Kubelka, K.-M. Debatin, P. H. Krammer: Activation of Macrophages by Lymphokines from T Cell Clones : Evidence for Different Macrophage Activating Factors. In: Molec. Immunol. Band 21, 1984, S. 1267–1276. doi:10.1016/0161-5890(84)90020-8
- D. Gemsa, W. Kramer, I. Napierski, E. Bärlin, G. Till, K. Resch: Potentiation of Macrophage Tumor Cytostasis by Tumor-induced Ascites. In: J.Immunol. Band 126, 1981, S. 2143–2150. PMID 7229369
- D. Gemsa, H.-G. Leser, M. Seitz, W. Deimann, E. Bärlin: Membrane Perturbation and Stimulation of Arachidonic Acid Metabolism. In: Molec.Immunol. Band 19, 1982, S. 1287–1296. doi:10.1016/0161-5890(82)90295-4
- J.-H. Gong, H. Sprenger, F. Hinder, A. Bender, A. Schmidt, S. Horch, M. Nain, D. Gemsa: Influenza A Virus Infection of Macrophages : Enhanced TNF-a Gene Expression and LPS-triggered TNF-a Release. In: J.Immunol. Band 6, Nr. 147, 1991, S. 3507–3513. PMID 1940351
- Z. Li, G. S. Davis, C. Mohr, M. Nain, D. Gemsa: Suppression of LPS-induced Tumor Necrosis Factor-a Production by Colchicine and other Microtubule-disrupting Drugs. In: Immunobiol. Band 7, Nr. 195, 1996, S. 640–654. doi:10.1016/S0171-2985(96)80028-3
- H. Sprenger, R. G. Meyer, A. Kaufmann, D. Bussfeld, E. Rischkowsky, D. Gemsa: Selective Induction of Monocyte and not Neutrophil Attracting Chemokines after Influenza A Virus Infection. In: J.Exp. Med. Band 184, 1996, S. 1191–1196. doi:10.1084/jem.184.3.1191
- D. Bruns-Nagel, O. Drzyzga, K. Steinbach, T. C. Schmidt, E. von Löw, T. Gorontzy, K.-H. Blotevogel, D. Gemsa: Anaerobic/Aerobic Composting of 2,4,6-Trinitrotoluene-contaminated Soil in a Reactor System. In: Environm.Sci.Technol. Band 32, 1998, S. 1676–1679. doi:10.1021/es970757z
- C. Skevaki, C. Hudermann, M. Matrosovich, C. Möbs, S. Paul, A. Wachtendorf, B. A. Alhamwe, D. P. Potaczek, S. Hagner, D. Gemsa, H. Garn, A. Sette, H. Renz: Influenza-derived Peptides Cross-react with Allergens and Provide Asthma Protection. In: J. Allergy Clin.Immunol. Band 9, Nr. 142, 2018, S. 804–814. doi:10.1016/j.jaci.2017.07.056

Insgesamt liegen bei Gemsa 264 Publikationen vor und der h-Index beträgt 51 bei Web of Science.

## Bücher
- D. Gemsa, J. R. Kalden, K. Resch (Hrsg.): Immunologie: Grundlagen, Klinik, Praxis. 4. Auflage. Georg Thieme Verlag, Stuttgart / New York 1997, ISBN 3-13-534804-0.
- K. Drößler, D. Gemsa: Wörterbuch der Immunologie. 3. Auflage. Spektrum Akad. Verlag, Heidelberg 2000, ISBN 3-8274-0897-0.

## Mitgliedschaften
| - 1986–1992 | Fachgutachter für Immunologie in der DFG – Deutsche Forschungsgemeinschaft                                         |
| - 1992–1998 | Mitglied des Senats- und Bewilligungsausschusses der DFG für SFBs                                                  |
| - 1980–2000 | Mitglied im Beirat der Deutschen Gesellschaft für Immunologie (DGfI)                                               |
| - 1992–1998 | Gründungs-Mitglied im Prüfungsausschuss für den Fach-Immunologen der Deutschen Gesellschaft für Immunologie (DGfI) |
| - 1990–1991 | Mitglied der Evaluations-Kommission für Medizin und Naturwissenschaften für das Land Thüringen und Sachsen         |
| - 1978–2002 | Editor-in-Chief des internationalen, wissenschaftlichen Journals „Immunobiology“                                   |
| - 2012–2021 | Vorsitzender der Ständigen Habilitationskommission des Fachbereichs Medizin der Philipps-Universität Marburg       |

## Internationale Kooperationen
| - 1982–1988 | German Israeli Foundation (GIF), Gründungsphase                                                                                               |
| - 1985–2018 | Kooperation mit dem Tongji Medical College in Wuhan, China, Ausbildung von chinesischen Postdocs in Marburg, häufige Arbeits-Besuche in Wuhan |
| - seit 2018 | Official Guest Professor at Tongji Medical College                                                                                            |

## Preise und Auszeichnungen
- 1975 Riedel-Preis der Medizinischen Fakultät Heidelberg
- 2002 Ehrenmedaille der Deutschen Gesellschaft für Immunologie (DGfI)
- 2018 Euricius-Cordus-Medaille des Fachbereichs Medizin der Philipps-Universität Marburg

## Abbildungen

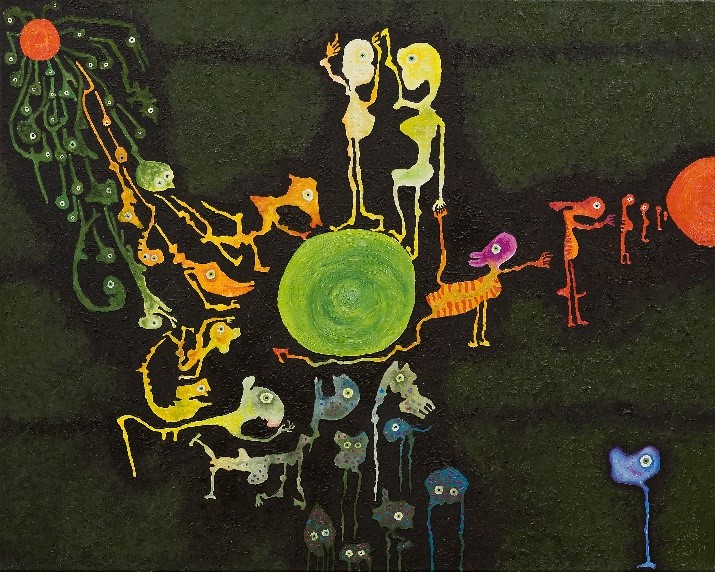
Gemälde: Erhabenes Paar; Foto Credits: Diethard Gemsa, 2011